# Neutralisation (pénologie)
 (mars 2020).
Le contenu est difficilement compréhensible vu les erreurs de traduction, qui sont peut-être dues à l'utilisation d'un logiciel de traduction automatique.
La neutralisation (en anglais : incapacitation) dans le contexte de pénologie est une des fonctions de la condamnation. Elle peut impliquer la peine de mort, l'incarcération, ainsi que la liberté surveillée ou la liberté conditionnelle, pour protéger la société et empêcher cette personne de commettre plus de crimes. L'incarcération, en tant de principal mécanisme pour neutralisation, est également utilisée pour dissuasion de conduite criminelle future. Selon Mary Philippe du centre de recherches criminologiques de l'Université Libre de Bruxelles, la «nouvelle pénologie» utilise «nouvelles technologies d'identification et de classification du risque, de surveillance et de contrôle apparaîtraient, telles la surveillance électronique, les tests d'urine ou, sur un autre plan, la neutralisation qui prétend modifier la distribution des délinquants dans la société et est affinée par la neutralisation sélective où la condamnation se base, non sur l'infraction ou la personnalité, mais sur des profils de risque».
Aux États-Unis, conformément à 18 U.S.C. § 3553(a)(2)(C), un tribunal fédéral doit imposer une condamnation qui est suffisante pour protéger le public contre des crimes futurs du défendeur.